# Ђои
Ђои (итал. Gioi) је насеље у Италији у округу Салерно, региону Кампанија.
Према процени из 2011. у насељу је живело 696 становника. Насеље се налази на надморској висини од 688 м.

## Становништво
| 1951. | 1961. | 1971. | 1981. | 1991. | 2001. | 2011. |
| ----- | ----- | ----- | ----- | ----- | ----- | ----- |
| 2.332 | 2.206 | 2.061 | 1.936 | 1.697 | 1.465 | 1.339 |